# Летучий голландец (опера)
«Лету́чий голла́ндец» (нем. Der fliegende Holländer) — опера Рихарда Вагнера в трёх актах на собственное либретто. (WWV 63). Премьера состоялась 2 января 1843 года в Дрезденской королевской опере.

## Общие сведения
Романтическая опера в трёх актах. Либретто Рихарда Вагнера. Место и время действия — побережье Норвегии, 1650. Продолжительность: около 2 ч. 20 мин.

## История создания
В 1839 году, сбежав от своих кредиторов в Риге, Вагнер отплыл на паруснике из Пиллау в Лондон и стал свидетелем бури, произведшей на него большое впечатление. В 1840 году композитор написал черновой вариант либретто для оперы, взяв сюжет из опубликованной в 1834 году новеллы Генриха Гейне «Из мемуаров господина фон Шнабелевопского». Этот вариант Вагнер продал директору Парижской оперы Луи Пийе, и в следующем году состоялась премьера оперы «Корабль-призрак» (фр. Le vaisseau fantôme) композитора Пьера Луи Дитша, её либретто, как считается, написано Полем Фуше и Бенедиктом Анри Ревуалем на основе вагнеровского черновика. Сам же Вагнер доработал текст и написал свою музыку примерно за семь недель. Премьера «Летучего голландца» состоялась 2 января 1843 года в Дрезденской Придворной опере под управлением автора и имела умеренный успех. Партию Сенты исполняла Вильгельмина Шрёдер-Девриент. В последующие годы опера ставилась и в других городах: Риге и Касселе (1843), Берлине (1844), Цюрихе (1852), Праге (1856) и т. д. Вагнер неоднократно возвращался к опере в течение своей жизни — в 1846 и 1852 году он переработал инструментовку, в 1860 году расширил увертюру. С 1870 года опера шла в европейских театрах в переводе. Первая постановка «Летучего голландца» в рамках Байрёйтского фестиваля состоялась только в 1901 году под управлением Феликса Моттля.

## Действующие лица
- Голландец (бас-баритон)
- Даланд (Daland), норвежский моряк (бас)
- Сента (Senta), его дочь (сопрано)
- Эрик (Erik), молодой охотник (тенор)
- Мари (Mary), воспитательница Сенты (меццо-сопрано)[2][3]
- Рулевой на корабле Даланда (тенор)
- Хор: норвежские и голландские матросы, девушки.

## Краткое содержание

### Первый акт
Корабль Даланда в бурю находит пристанище в бухте. Молодой рулевой остаётся на вахте и поёт песню о скорой встрече со своей возлюбленной. Потом он засыпает и не замечает, как в той же бухте встаёт на якорь призрачный корабль Голландца. Когда-то Голландец безбожно поклялся, что вечно будет пытаться обогнуть непокорный мыс, и с тех пор он обречён на вечное скитание по морям, имея возможность сойти на берег только раз в семь лет. Если ему удастся найти верную жену, он будет прощён; если же она окажется неверна, она тоже будет проклята. Как раз прошло семь лет; Голландец выходит на берег. В своём монологе «Die Frist ist um…» («Окончен срок») он предстаёт разочаровавшимся человеком, тщетно ищущим смерти и видящим свою надежду только в гибели после Страшного суда. Однако, познакомившись с Даландом и узнав о его дочери, Голландец просит у норвежца её руки. Даланд, восхищённый сокровищами Голландца, даёт своё согласие. Тем временем буря кончается, и оба корабля вместе продолжают своё плавание.

### Второй акт
Комната в доме Даланда. Девушки прядут, только Сента сидит в задумчивости и смотрит на портрет моряка из легенды, висящий на стене. Она поёт балладу о Летучем Голландце, и, охваченная состраданием к его судьбе, говорит, что была бы ему верна. Входит Эрик, он сообщает о приближении корабля Даланда. Радостные девушки бегут на берег, Эрик удерживает Сенту. Молодой охотник надеется на взаимность дочери Даланда, но он обеспокоен недавно увиденным сном: Сента исчезла в море с мрачным незнакомцем. Этот рассказ только укрепляет девушку в её вере в своё предназначение.
Даланд входит вместе с Голландцем, знакомит дочь с гостем и оставляет их наедине. Голландец надеется увидеть в Сенте свою освободительницу, и она клянётся ему в верности. Даланд объявляет о помолвке.

### Третий акт
В бухте шумно веселятся норвежские матросы и девушки, в то время как на корабле Голландца царит зловещая тишина. Матросы пытаются пригласить голландцев на праздник; не получив ответа, они начинают смеяться над ними. Море начинает бурлить вокруг призрачного корабля, доселе молчавшая команда поёт всё громче и громче. Норвежцы в ужасе убегают.
Входит Сента, за ней — Эрик. Он пытается напомнить девушке о тех временах, когда она, как ему казалось, была к нему благосклонна. Этот разговор слышит Голландец; ему кажется, что и в Сенте он не нашёл вечной верности. Он открывает ей, что её ждёт проклятие, и, чтобы избавить её от этого, приказывает своей команде спешно отплывать. Сента, которую тщетно пытаются удержать Эрик и Даланд, бросается в море со скалы, доказывая этим свою верность. В тот же момент тонет, наконец, корабль Голландца. Вдалеке из воды появляются просветлённые образы Голландца и Сенты.

## Музыка
«Летучий голландец» ознаменовал собой обретение Вагнером своего индивидуального стиля. При этом в опере ещё чувствуется господство традиционных закрытых номеров, из которых наиболее важны монолог Голландца в первом акте и баллада Сенты во втором. Для оперы характерно живописное представление сил природы.
Может исполняться в двух основных версиях: три акта могут следовать без перерыва или с антрактом (оба варианта предусмотрены самим автором).

## Постановки
- Мариинский театр, Санкт-Петербург:
  - 11 октября 1911 — на русском языке, под названием «Моряк-скиталец», перевод Николая Вильде.
  - 25 февраля 2008.
- Пермский театр оперы и балета имени П. И. Чайковского:
  - 1994 — режиссёр: Георгий Исаакян, сценограф — Дмитрий Черняков.
  - 2013 — дирижёр: Томас Зандерлинг (в концертном исполнении).
  - 2023 — режиссёр: Константин Богомолов, дирижёр: Филипп Чижевский (совместно с «Новой оперой»).
- Большой театр, Москва:
  - 20 июня 2004 (до 2006) — режиссёр: Петер Конвичный[англ.], дирижёр: Александр Ведерников (совместно с Баварской государственной оперой).
  - 16 октября 2013 — музыкальный руководитель и дирижёр — Василий Синайский, режиссёр возобновления — Нина Гюльсдорф.
- Екатеринбургский театр оперы и балета:
  - 21 сентября 2013 — режиссёр: Пол Каррен[англ.], дирижёр: Михаэль Гюттлер[англ.].

## Избранные аудиозаписи
Солисты даются в следующем порядке: Голландец, Сента, Даланд, Эрик. Указывается также, какая из версий используется — с тремя актами без перерыва или с тремя отдельными актами.
- 1936 — дирижёр: Карл Леонхардт; солисты: Ханс Герман Ниссен, Маргарета Тешемахер, Людвиг Вебер, Торстен Ральф; симфонический оркестр Штутгартского радио.
- 1937 — дирижёр: Фриц Райнер; солисты: Герберт Янссен, Кирстен Флагстад, Людвиг Вебер, Макс Лоренц; оркестр театра Ковент-Гарден (фрагменты).
- 1944 — дирижёр: Клеменс Краус; солисты: Ханс Хоттер, Виорика Урсуляк, Георг Ханн, Карл Остертаг; Баварский государственный оркестр.
- 1953 — дирижёр: Ференц Фричай; солисты: Йозеф Меттерних, Аннелиз Купер, Йозеф Грайндль, Вольфганг Виндгассен; Симфонический оркестр РИАС (три отдельных акта).
- 1956 — дирижёр: Йозеф Кайльберт; солисты: Джордж Лондон, Астрид Варнай, Арнолд ван Милл, Йозеф Траксель; оркестр Байрёйтского фестиваля.
- 1960 — дирижёр: Франц Конвичный; солисты: Дитрих Фишер-Дискау, Марианна Шех, Готлоб Фрик, Рудольф Шок; Берлинская государственная капелла.
- 1961 — дирижёр: Вольфганг Заваллиш; солисты: Франц Красс, Анья Силья, Йозеф Грайндль, Фриц Уль; Байрёйтский фестиваль (три акта без перерыва).
- 1968 — дирижёр: Отто Клемперер; солисты: Тео Адам, Анья Силья, Мартти Талвела, Эрнст Коцуб; оркестр «Новая Филармония» (три отдельных акта).
- 1971 — Дирижёр: Карл Бём; солисты: Томас Стюарт, Гвинет Джонс, Карл Риддербуш, Хермин Эссер; оркестр Байрёйтского фестиваля.
- 1977 — дирижёр: Георг Шолти; солисты Норман Бейли, Дженис Мартин, Мартти Талвела, Рене Колло; Чикагский симфонический оркестр (три акта без перерыва).
- 1981—1983 — дирижёр: Герберт фон Караян; солисты: Жозе ван Дам, Дуня Вейцович, Курт Молль, Петер Гофман; Берлинский филармонический оркестр.
- 2001 — дирижёр: Даниэль Баренбойм; солисты: Фальк Штрукманн, Джейн Иглен, Роберт Холл, Питер Сейфферт, Роландо Виллазон (Рулевой); Берлинская государственная капелла (три акта без перерыва).

## Избранные видеозаписи
Солисты даются в следующем порядке: Голландец, Сента, Даланд, Эрик. Указывается также, какая из версий используется — с тремя актами без перерыва или с тремя отдельными актами.
- 1985 — режиссёр: Гарри Купфер; дирижёр: Вольдемар Нельсон; солисты: Саймон Эстес, Лисбет Балслев, Матти Салминен, Роберт Шунк; оркестр Байрёйтского фестиваля (три акта без перерыва).
- 1989 — режиссёр: Илкка Бекман; дирижёр: Лейф Сегерстам; солисты: Франц Грюндхебер, Хильдегард Беренс, Матти Салминен, Раймо Сиркя; оркестр Международного оперного фестиваля в Савонлинне (смешанный вариант: второй и третий акты без перерыва).
- 2013 — режиссёр: Андреас Хомоки; дирижёр: Ален Альтиноглу; солисты: Брин Терфель, Анья Кампе, Матти Салминен, Марко Енч; оркестр Цюрихского оперного театра (три акта без перерыва).
- 2021 — режиссёр: Дмитрий Черняков; дирижёр: Оксана Лынив; солисты: Джон Лундгрен, Асмик Григорян, Георг Цеппенфельд, Мария Пруденская; оркестр Байрёйтского фестиваля (три акта без перерыва).

## В астрономии
В честь главной героини оперы назван астероид (550) Сента, открытый в 1904 году.